# Сульфит серебра
Сульфит серебра — неорганическое соединение,
соль серебра и сернистой кислоты
с формулой Ag2SO3,
бесцветные кристаллы,
не растворяется в воде,
разлагается на свету.

## Получение
- Обменная реакция растворов сульфита натрия и нитрата серебра:

{\displaystyle {\mathsf {Na_{2}SO_{3}+2AgNO_{3}\ {\xrightarrow {}}\ Ag_{2}SO_{3}\downarrow +2NaNO_{3}}}}

## Физические свойства
Сульфит серебра образует бесцветные кристаллы
моноклинной сингонии, пространственная группа P 21/c, параметры ячейки a = 0,4651 нм, b = 0,7891 нм, c = 1,1173 нм, β = 120,7°, Z = 4
.
Не растворяется в воде.
Соединение на свету становится сначала пурпурным, а затем чёрным из-за восстановления ионов серебра до металлического серебра.

## Химические свойства
- Разлагается при кипячении водной суспензии:

{\displaystyle {\mathsf {2Ag_{2}SO_{3}\ {\xrightarrow {100^{o}C}}\ Ag_{2}SO_{4}+2Ag+SO_{2}\uparrow }}}